# Lo scolaro (racconto)
Lo scolaro è un racconto dello scrittore statunitense Henry James, pubblicato nel 1891: narra la storia sentimentale ed emotiva di un precoce ragazzetto cresciuto nell'ambiente malsano di una famiglia disonesta. Lega presto una profonda amicizia col suo tutore, l'unico adulto presente nella sua vita di cui sente si possa fidare; il rapporto sfocia in simpatia e mutua comprensione.

## Trama
Pemberton, laureato ad Oxford ma senza il briciolo d'un quattrino, viene assunto per fare da tutore a Morgan, un undicenne dotato d'acuta intelligenza ma membro di una brillante ma decisamente cinica famiglia: i genitori del ragazzo rifiutano presto di pagare il giovane e passano da un albergo all'altro, in perenne fuga, al posto di onorare i debiti. Sia il fratello maggiore Ulick che le sorelle Paula ed Amy sviluppano una spiccata antipatia nei confronti di Pemberton, solo Morgan pare velocemente affezionarglisi.
Il bambino, che è afflitto da gravi problemi di cuore, viene consigliato da Pemberton (che ha imparato ad ammirare ed amare sinceramente il proprio allievo) di andarsene via insieme per sfuggire alla nefasta influenza della sua famiglia, ma decide egli stesso infine di rimanere - fingendo di non provar alcun attaccamento nei suoi confronti - nella labile speranza d'esser prima o poi pagato per il servizio che sta compiendo. Viene però costretto ad un certo punto, per poter sbarcare il lunario, a cercarsi un altro posto d'insegnante privato a Londra.
Un telegramma lo avvisa che Morgan s'è improvvisamente aggravato, Pemberton corre allora immediatamente a Parigi dove attualmente risiede la famiglia, che sta per esser sfrattata dall'albergo per il mancato pagamento del conto: i genitori di Morgan permettono al giovane di prendere con sé il figlio, mentre questi cercano di trovare il modo di raccattare qualche soldo.
Il ragazzino risulta subito entusiasta alla prospettiva di andarsene via a vivere assieme a Pemberton, ma questi sembra esitare nell'accettare la proposta; Morgan poco dopo crolla improvvisamente colpito da infarto miocardico e muore. Come nota finale a tutta la vicenda, l'autore dice che il padre di Morgan apprende l'avvenuta morte del figlio come un perfetto "uomo di mondo".

## Temi affrontati
C'è stato un gran parlare circa l'esatta natura del rapporto tra il giovane uomo Pemberton e l'undicenne Morgan, con alcuni commentatori che l'hanno interpretato come contenente possibili sfumature di genere pedofilo e la morte finale di Morgan come una piccola morte (metafora per l'orgasmo) euforica.
Anche se non vi è traccia evidente di alcun rapporto di tipo sessuale all'interno della storia, il tutore e l'allievo stabiliscono un forte vincolo di rispetto e profonda amicizia, che tanto più risplende in contrasto con il cupo e triste ambiente familiare in cui è rinchiuso il bambino: "Pemberton lo trattenne forte a sé, le mani appoggiate sulle spalle. Non aveva mai amato in questo modo."

## Adattamenti cinematografici
- 1996: L'élève, film francese con Vincent Cassel (Pemberton) e Caspar Salmon (Morgan).

## Edizioni italiane
- Lo scolaro, traduzione di Carlo Izzo, Passigli, 1990, ISBN 978-88-368-0560-0.
- L'allievo, traduzione di Federica Bertola, Giulia Costantini e Federica Sgubbi, A cura di Angelo Molica Franco, Collana Raggi, Roma, Elliot, 2019, ISBN 978-88-699-3709-5.